# Rosemary Rue
Dame Elsie Rosemary Rue, DBE (* 14. Juni 1928 in Hutton, England; † 24. Dezember 2004 in Oxfordshire, England) war eine britische Medizinerin und Hochschullehrerin. Sie war die erste Präsidentin der Faculty of Community Health und von 1982 bis 1983 Präsidentin der Medical Women’s Federation.

## Leben und Werk
Rue war eines von drei Kindern des Buchhalters Harry Laurence und seiner Frau Daisy Annie, geb. Sully. Ihre Eltern zogen nach Sydenham im Süden Londons, wo sie zum ersten Mal zur Schule ging. Während der Luftschlacht um England wurde sie nach Totnes in der Grafschaft Devon evakuiert. Im Alter von elf Jahren erkrankte sie an einer tuberkulösen Bauchfellentzündung und musste sich einer größeren Operation unterziehen. Obwohl sie ein Schuljahr verpasst hatte, wurde sie 1945 im Alter von siebzehn Jahren an der London School of Medicine for Women im Royal Free Hospital angenommen. Es war eine der wenigen Einrichtungen, an denen Frauen damals Medizin studieren konnten.
Am 7. Januar 1950 heiratete sie den Medizinstudenten Roger Harry Edward Rue, der während des Zweiten Weltkriegs als Royal Arir Force-Pilotenausbilder tätig gewesen war. Als sie dem Dekan des Royal Free Hospital ihre Namensänderung mitteilte, wurde ihr gesagt, dass sie als verheiratete Frau dort nicht weiter bleiben könne. Stattdessen wurde sie in an der University of Oxford angenommen und erhielt dort 1951 ihren Abschluss, nachdem sie die Prüfungen der London University abgelegt hatte.
Als sie anschließend ein Jahr im Krankenhaus arbeiten wollte, konnte sie als verheiratete Frau in keinem der Oxford-Krankenhäuser tätig werden. Da sie nicht erwähnte, dass sie verheiratet war, bekam sie eine Stelle im Cowley Road Hospital in Oxford. Sie bekam 1952 einen Sohn und konnte mit der Hilfe eines ceylonischen Arztes, mit dem sie die Unterkunft teilte, weiterhin arbeiten. Als man entdeckte, dass sie nicht nur verheiratet war, sondern auch ein Kind hatte, wurde sie sofort entlassen.
1952 wurde sie in einer Allgemeinarztstelle in einem Industrievorort von Oxford eingestellt. 1954 erkrankte sie dort als letzte Person in Oxford an Kinderlähmung. Sie war auf einem Bein gelähmt und konnte nach ihrer Genesung trotz Krücken, Greifzangen und mehreren chirurgischen Eingriffen kaum noch laufen.
1955 hatten sie und ihr Mann sich endgültig getrennt und sie zog nach Hertfordshire zu ihren Eltern, deren Hausarzt kürzlich ein Bein amputiert worden war und der einen Praxispartner benötigte. Nach einer kurzen Zeit als Biologie- und Chemielehrerin an einer Mädchenschule, wurde sie bei dem Allgemeinmediziner tätig.

## Regional Medical Officer
1958 wurde sie zur stellvertretenden Bezirksärztin für Hertfordshire ernannt. 1965 wurde sie stellvertretende Oberärztin für die Region Oxford. 1971 wurde sie zum Senior Administrative Medical Officer des Oxford Regional Health Board befördert und war von 1973 bis 1988 Regional Medical Officer der Oxford Regional Health Authority.
In den 1960er und 1970er Jahren trug sie zur Modernisierung des Gesundheitssystems in ganz Oxfordshire bei und ließ ein neues Krankenhaus in Milton Keynes, neue Krankenhäuser in Swindon und Reading und das John Radcliffe Hospital in Oxford bauen. Sie unterstützte die medizinische Fakultät der Universität Oxford und stellte dort beträchtliche Mittel für eine Reihe von Lehrstühlen bereit. Sie war auch Gründungsmitglied des Green College in Oxford. 1972 war sie eine der Gründerinnen der Faculty of Community Health (heute Faculty of Public Health), die akademische Einrichtungen wie die London School of Hygiene and Tropical Medicine, kommunale Gesundheitsärzte und Organisationen wie Public Health zusammenbrachte.
Ein anderes ihrer Projekte war die Integration verheiratete Medizinerinnen in den medizinischen Bereich. Sie hatte festgestellt, dass in Oxford viele Ärztinnen, die mit ihren Ehemännern umgezogen waren oder sich eine Auszeit genommen hatten, um eine Familie zu gründen, keine Arbeit fanden, obwohl sie hochqualifiziert waren. Sie finanzierte verschiedene Abteilungen innerhalb der United Oxford Hospitals, um diese Ärztinnen für eine Teilzeitausbildung einzustellen, und alle wurden anschließend als Beraterinnen und Fachärztinnen in den Gesundheitsdienst aufgenommen.
Von 1980 bis 1982 wurde sie für zwei Jahre als Professorin für Gemeindegesundheit an die London School of Hygiene and Tropical Medicine abgeordnet. Sie war von 1982 bis 1983 Präsidentin der Medical Women’s Federation und von 1986 bis 1988 der Fakultät für Gemeinschaftsmedizin des Royal College of Physicians.
Nach ihrer offiziellen Pensionierung war Rue Präsidentin der Faculty of Community Health, von 1990 bis 1991 Präsidentin der British Medical Association, Vizepräsidentin der Alzheimer’s Society und Vorsitzende des Margaret Pyke Trust.
Sie starb im Alter von 76 Jahren am Heiligabend 2004 in ihrem Haus in Oxfordshire.

## Auszeichnungen und Ehrungen
- 1977: Commander of the Order of the British Empire (CBE)
- 1977: Fellow of the Royal College of Physicians of London
- 1980: Fellow of the Royal College of Psychiatrists
- 1982: Fellow of the Royal College of General Practitioners
- 1989: Dame Commander of the Order of the British Empire (DBE)[4]
- 1994: Fellowship of the Royal College of Surgeons
- 2001: Edward Jenner Medal

## Veröffentlichungen (Auswahl)
- Anne Harding: Dame Rosemary Rue. The Lancet, 2005, doi:10.1016/S0140-6736(05)17892-1.
- Isabel Slark: Elsie Rosemary Rue (1928–2004). In: 100 Notable Names from General Practice. CRC Press, 2019, ISBN 978-1-315-15247-9.